# Biston suppressaria
Biston suppressaria es una especie de polilla de la familia Geometridae. La especie fue descrita por primera vez por Achille Guenée en 1858 y se puede encontrar distribuido en Asia. Tiene gran parecido con una polilla de la provincia de Hainan, la Biston pustulata. La polilla es uno de los principales defoliadores de las plantaciones de té en China, India y Sri Lanka junto con Hyposidra talaca.

## Descripción
Es una polilla grande con una envergadura alar de 60 a 70 milímetros (2,4 a 2,8 plg) en el macho y la de la hembra de 75 a 80 milímetros (3 a 3,1 plg). La probóscide está bien desarrollada con la frente menos pilosa. La tibia posterior presenta el primer par de espolones medialmente. Las alas cuentan con márgenes externos no crenulados. Las antenas del macho se ven bipectinadas (en forma de peine a ambos lados) con ramas cortas y rígidas. El cuerpo es gris con irrupciones negras y su cabeza es de color ocre. El tórax y abdomen cuentan con barras amarillas. 

### Alas
Esta especie es muy similar a Biston pustulata, pero se distingue por la protuberancia entre M1 y M3 por la línea posmedial del ala anterior que es más corta,: Notas 1  ligeramente bilobulada y, en ocasiones, redondeada. Por su parte, la proyección entre M1 y M3 de la línea posmedial del ala posterior es redondeada. En los genitales del macho, se diferencia del B. pustulata por el ápice redondeado de la yuxta.
Las alas anteriores cuentan con una banda antemedial amarilla ondulada. Ambas alas presentan una línea media amarilla indistinta, irregular y sinuosa, curvada hacia afuera más allá de la celda de las alas anteriores. Presenta una banda maculada posmedial mal definida, angulada en la vena 5 de ambas alas, con parte del margen exterior del ala anterior. Presenta una serie de manchas amarillas marginales.

### Oruga
La oruga es verde oscuro con bandas somitales oscuras y una ligera línea sublateral. Sus espiráculos son blancos con anillos centrales rojos. El tubérculo en el primer somita y patas morado. La oruga hembra es de color verde pálido. 

### Ciclo de vida
Se sabe que la larva se alimenta de una amplia cantidad de plantas, incluyendo Cassia auriculata, Acacia, Albizia, Camellia sinensis, Chrysanthemum indicum, Dalbergia latifolia, Eucalyptus, Litchi chinensis, Mangifera indica, Paulownia tomentosa, Phyllanthus emblica, Prunus domestica, Prunus salicina, Psidium guajava y Vernicia fordii.
Las larvas recién eclosionadas de B. suppressaria solo consumen las hojas jóvenes; posteriormente, consumen casi todas las hojas, independientemente de su edad. Las orugas suelen aparecer en la superficie de las hojas y en la copa superior al atardecer, durante la noche y temprano en la mañana. Durante el día, se esconden bajo las ramas, en los troncos o alrededor de la base de los árboles. Cuando la densidad larvaria es alta, consumen todo el follaje del árbol y luego se desplazan a los árboles adyacentes.

### Genoma
B. suppressaria es una de 10 especies de la familia de geométridos cuyos genomas mitocondriales han sido secuenciados. Todos los mitogenomas secuenciados de Geometridae tienen sesgos AT negativos y sesgos GC positivos, excepto B. suppressaria.

## Rol como plaga
La oruga de la especie B. suppressaria es un insecto polífago que daña gravemente diversos cultivos de interés económico, entre ellos la planta del té (Camellia sinensis), plantas del género Eucalyptus, el mango (Mangifera indica) y las plantas Metasequoia (Metasequoia glyptostroboides). Previo a 2006, B. suppressaria era la única plaga geométrida del té en el noreste de la India.
Las plantas infectadas presentan síntomas similares a los de Ectropis bhurmitra. Las hojas se perforan y, a veces, se cortan a lo largo de los márgenes de forma característica. Los daños causados por los estadios tardíos se caracterizan por una muerte regresiva severa y una senescencia completa de las hojas. Los daños ocurren principalmente durante la noche y las primeras horas de la mañana. Descansan en ramitas y ramas durante el día.
El uso precipitado e ilegal de pesticidas químicos para el control de la oruga tiene efectos adversos, como el deterioro de la fertilidad natural del suelo, la alteración de las interacciones beneficiosas entre plantas y microbios, y un mayor riesgo de Resistencia a los plaguicidas. Con frecuencia se detectan residuos indeseables de pesticidas en el producto final del té, ya que se han aplicado pesticidas para erradicar las orugas en el cultivo del té.
Los adultos suelen atraparse con trampas de luz y feromonas. Las orugas y las pupas pueden eliminarse mediante la recolección manual. Muchos parásitos biológicos y enfermedades controlan fácilmente los daños causados por la B. suppressaria en India y Sri Lanka, pero se pueden observar brotes con el uso de pesticidas. El parasitoide Apanteles es un excelente ejemplo. En China, se utilizan ampliamente extractos del virus de la polihedrosis nuclear, que es específico del hospedador. La bacteria Bacillus thuringiensis y su cepa B. thuringiensis var. kurstaki también son utilizados por agricultores en Assam, India. Se han observado que algunas larvas de B. suppressaria fueron parasitadas naturalmente por bacterias entomopatógenas u hongos.

## Distribución
B, suppressaria se encuentra en las provincias de Henan, Shaanxi, Jiangsu, Anhui, Zhejiang, Hubei, Jiangxi, Hunan, Fujian, Guangdong, Hainan, Hong Kong, Guangxi, Sichuan, Chongqing, Guizhou y Yunnan), Tíbet, India, Birmania, Nepal y Sri Lanka. También se describió a partir de especímenes recolectados en Tonkín, Vietnam. Un estudio previo mencionó la presencia de B. suppressaria en una plantación de Erythrophleum fordii en la Provincia de Sơn La, Vietnam, pero no se reportaron daños por alimentación a esa planta sino hasta 2025.
B. suppressaria cuenta con una compleja historia evolutiva principalmente dada la barrera que consituyen la compleja topografía de las montanas de la China del Suroeste y los movimientos geológicos del sur de China. La estructura genética y filogeografía de B. suppressaria muestra una alta diferenciación genética entre las poblaciones geográficas incluyendo filogrupos que son simpátricos, mientras que otros filogrupos tienen sus propias áreas de distribución distintivas. Las diferenciaciones poblacionales y el tiempo de divergencia suele ser consistente con las tres fases del Movimiento Qinghai-Tíbet y el Movimiento Kunhuang, respectivamente.